# Абигейл
„Абигейл“ (на английски: Abigail) е американски филм на ужасите от 2024 г. на режисьорите Мат Бетинели-Олпин и Тайлър Жилет по сценарий на Стивън Шийлдс и Гай Бюзик. Във филма участват Мелиса Барера, Дан Стивънс, Катрин Нютън, Уилям Катлет, Кевин Дюранд, Ангъс Клауд, Алиша Уиър и Джанкарло Еспозито. Световната премиера се състои във филмовия фестивал „Овърлук“ на 7 април 2024 г. и излиза по кината в Съединените щати, разпространен от „Юнивърсъл Пикчърс“ на 19 април 2024 г.

## Актьорски състав
- Мелиса Барера – Джоуи[5][6]
- Дан Стивънс – Франк[6][7]
- Алиша Уиър – Абигейл[8][6]
- Уилям Катлет – Рикълс[6]
- Катрин Нютън – Сами[9][6]
- Кевин Дюранд – Питър[10][6]
- Ангъс Клауд – Дийн[6]
- Джанкарло Еспозито – Ламбърт[11][6]
- Матю Гуд – Кристоф Лазар